# École nationale supérieure d'arts et métiers
Ne doit pas être confondu avec Conservatoire national des arts et métiers, Institut catholique d'arts et métiers ou École catholique d'arts et métiers.
Pour les articles homonymes, voir École nationale supérieure d'arts et métiers (homonymie), Arts et métiers et ENSAM.
L'École nationale supérieure d'arts et métiers (ENSAM, de nom de marque Arts et Métiers Sciences et Technologies, Arts et Métiers ParisTech ou Arts et Métiers) est l'une des 204 écoles d'ingénieurs françaises accréditées au 1er septembre 2020 à délivrer un diplôme d'ingénieur. Elle fait partie de ParisTech, réseau des grandes écoles d'ingénieurs parmi les meilleures en France.
Arts et Métiers est l'une des plus anciennes et prestigieuses écoles d'ingénieurs de France, fondée en 1780 par le duc de La Rochefoucauld-Liancourt. Rattachée au ministre chargé de l'Enseignement supérieur, elle compte plus de 6 000 étudiants entre élèves-ingénieurs, mastériens et doctorants. École unique disposant d’un réseau de huit campus sur tout le territoire français, elle occupe des locaux voués à l'enseignement et la recherche. Ces locaux sont des monuments historiques (tels que l'abbaye de Cluny) ainsi que des bâtiments modernes (campus de Metz).
Ses quinze laboratoires spécialisés, l'institut Carnot ARTS et ses trois instituts nationaux la placent au sein de la recherche et de l'innovation scientifique. Son évolution et son ouverture internationale au cours des vingt dernières années ont largement diversifié ses axes d'enseignement : Bachelor de technologie, diplôme d'ingénieur par l'apprentissage, entrepreneuriat ou encore mastères spécialisés.
Bien que cela ne soit pas une obligation vis-à-vis de la scolarité et de l'obtention du diplôme d'ingénieur, la plupart des élèves-ingénieurs deviennent des gadzarts à l’issue de la Période de Transmission des Valeurs à laquelle se soumettent les élèves de première année durant le premier trimestre de leur scolarité. Les anciens élèves, réunis dans la Société des ingénieurs Arts et Métiers, constituent l'un des plus importants réseaux européens d’ingénieurs issus d'un même établissement.

## Histoire
| Paris Angers Aix-en-Provence Bordeaux Châlons Cluny Lille Metz |

| Paris Angers Aix-en-Provence Bordeaux Châlons Cluny Lille Metz |

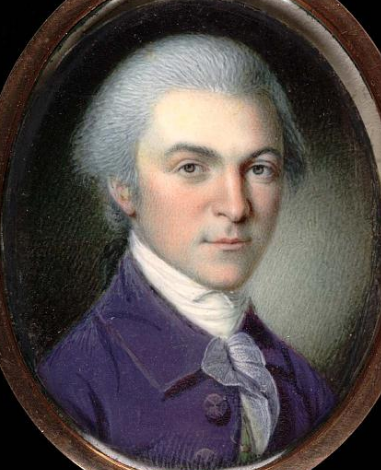
Portrait du duc de La Rochefoucaud-Liancourt.

L'école d'aujourd'hui est le résultat d'une très longue histoire, qui débute en 1780 à Liancourt dans l’Oise (ferme de la Montagne) par la volonté du duc François de La Rochefoucauld-Liancourt pour éduquer les pupilles de son régiment de cavalerie, en leur apprenant "Les Arts et les Métiers". Régiment devenu plus tard le 11e dragons, avec le concours de Monge, Berthollet, Chaptal et Laplace.
Cette ferme existe toujours et appartient à la Fondation Arts et Métiers depuis 1980, année durant laquelle le bicentenaire est célébré par la communauté des anciens élèves Arts et Métiers. L'école connait de nombreux changements de dénominations (école royale, impériale puis nationale supérieure, École nationale supérieure d'arts et métiers, Arts et Métiers ParisTech puis Arts et Métiers) et de statuts (militaire puis civile) à travers les siècles principalement dus à la succession des régimes politiques. Les prérogatives de l'école évoluent vers une formation technique et scientifique. Le premier diplôme d'ingénieur Arts et Métiers est délivré en 1907. De nouveaux centres sont créés, répartis à travers la France, pour répondre aux besoins du monde industriel durant les  XIXe et XXe siècles. L'école et les élèves ont été impliqués pleinement dans les conflits mondiaux et ont été décorés à plusieurs reprises par l'État. Le développement de l'école se poursuit jusqu'à atteindre 8 centres en 1996 avec la construction du site de Metz. L'aube du XXIe siècle est synonyme pour l'école d'ouverture internationale, de diversification et de promotion de la recherche avec la construction de 3 instituts. L'histoire de l'école est également très liée à celle de la Société des ingénieurs Arts et Métiers, fondée en 1846. Pour connaître l'histoire complète de l'école, des premiers gadzarts jusqu'à l'ère contemporaine, consulter l'article principal renseignant l'histoire d'Arts et Métiers.

## École d'aujourd’hui
Depuis 1990, l’école est un établissement public à caractère scientifique, culturel et professionnel de type grand établissement[réf. souhaitée], placé sous la tutelle du ministère de l'Enseignement supérieur, de la Recherche et de l'Innovation.

### Positionnement
L’ingénieur Arts et métiers est un ingénieur généraliste de haute compétence technique, pragmatique et polyvalent. Sa formation s’articule autour du génie mécanique, du génie énergétique et du génie industriel. Arts et Métiers est l’école des produits et des systèmes de production. L’organisation d'Arts et Métiers repose sur ses campus en territoire, organisés en réseau coordonné par la direction générale. Ceci fait d'Arts et métiers une école nationale territorialisée, ce qui accroît sa proximité géographique avec le tissu industriel français.
Les campus occupent toujours les écoles installées aux XIXe et XXe siècles à Aix-en-Provence, Angers
, Châlons-en-Champagne
,
Cluny, Lille, et Paris dans des bâtiments très anciens (le plus illustre étant l'abbaye de Cluny), ou plus récemment à Bordeaux-Talence et Metz. Trois Instituts, à Laval, Chalon-sur-Saône et Chambéry complètent ce dispositif. Par ailleurs, l’école poursuit une importante politique internationale (sous la marque Arts et Métiers Institute of Technology) et a conclu pour cela plus de 190 partenariats avec des institutions étrangères. Parmi ses parcours d'études, on trouve plusieurs cursus intégrés bi-diplômants internationaux : franco-allemand, franco-américain (campus de Metz), franco-hispano-portugais (campus de Bordeaux), franco-chinois (campus d'Angers) ou encore franco-brésilien (campus de Paris). Ils s’ajoutent à d’autres formations diplômantes.

Vue générale des campus Arts et Métiers, par ordre chronologique.
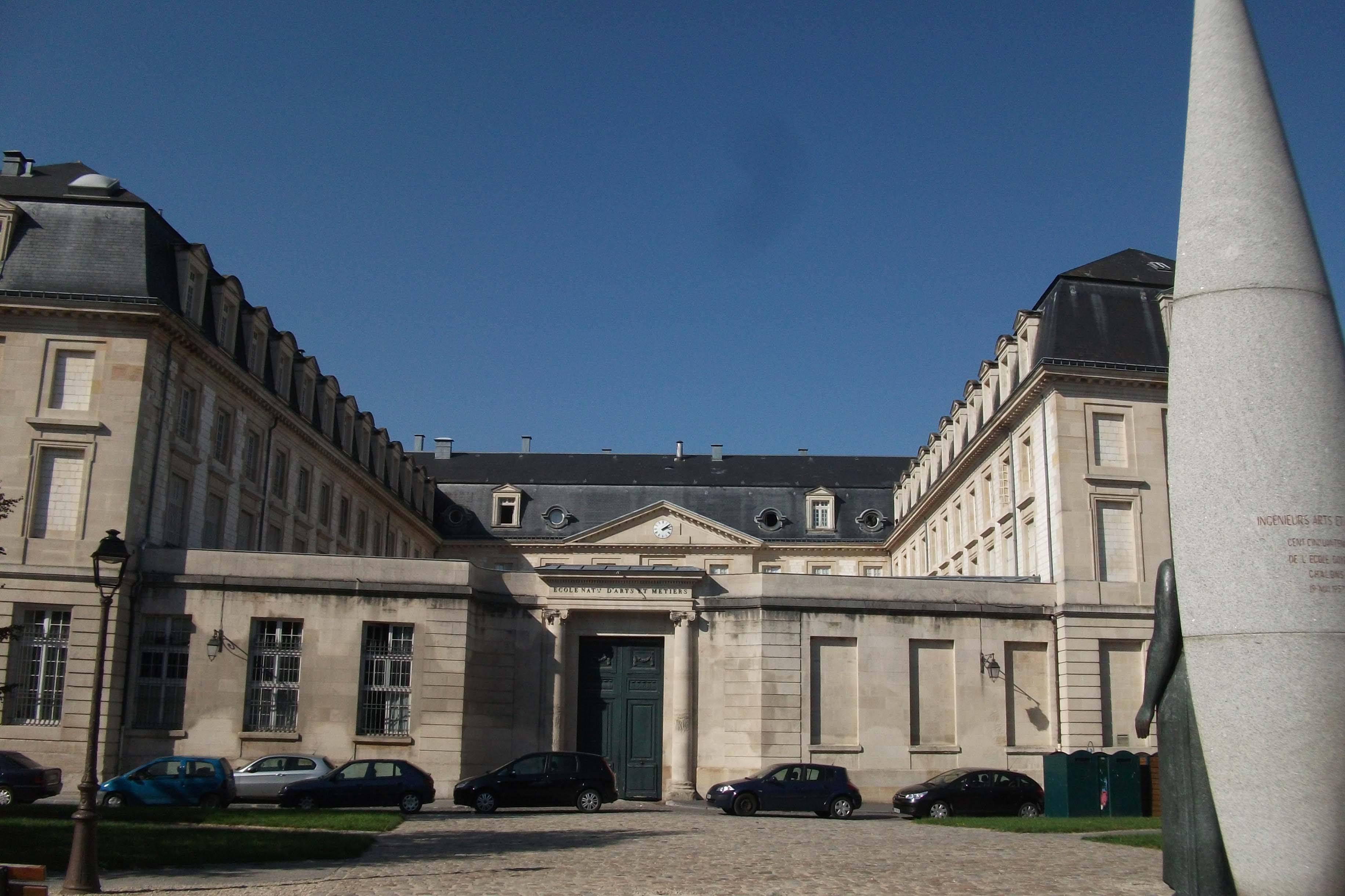
1806, campus de Châlons-en-Champagne.
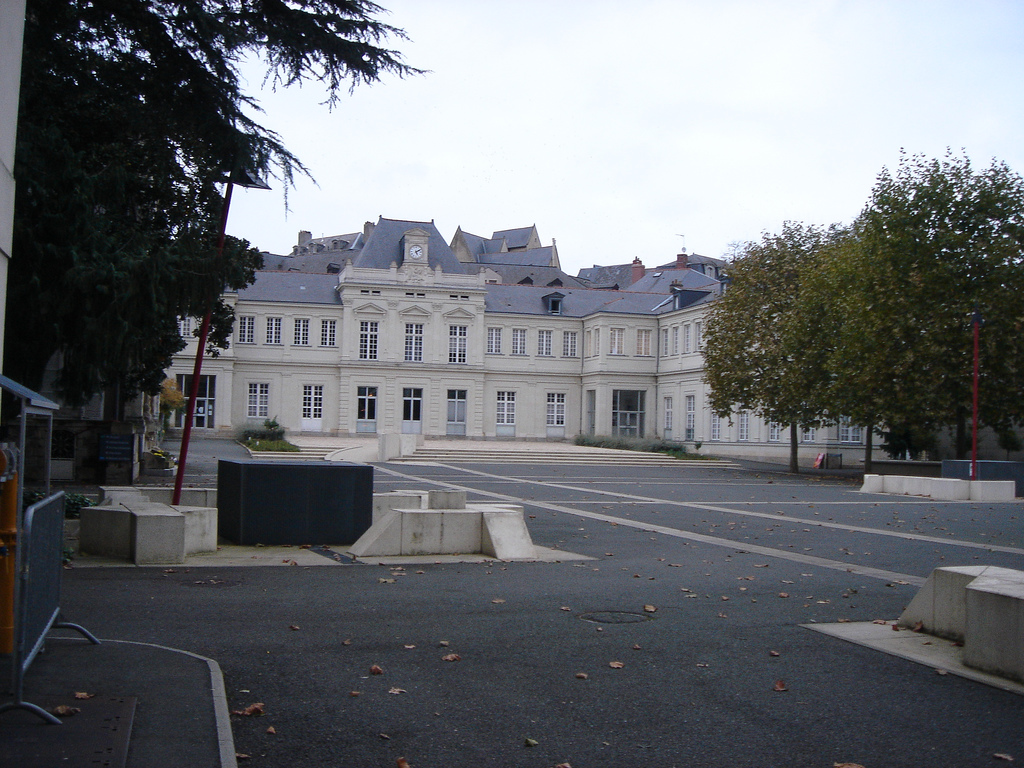
1815, campus d'Angers.
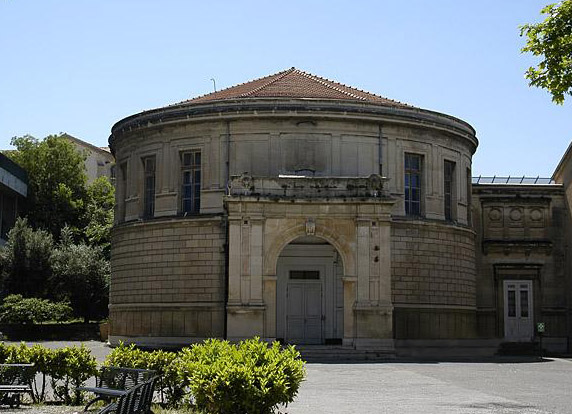
1843, campus d'Aix-en-Provence (Grand Amphi).
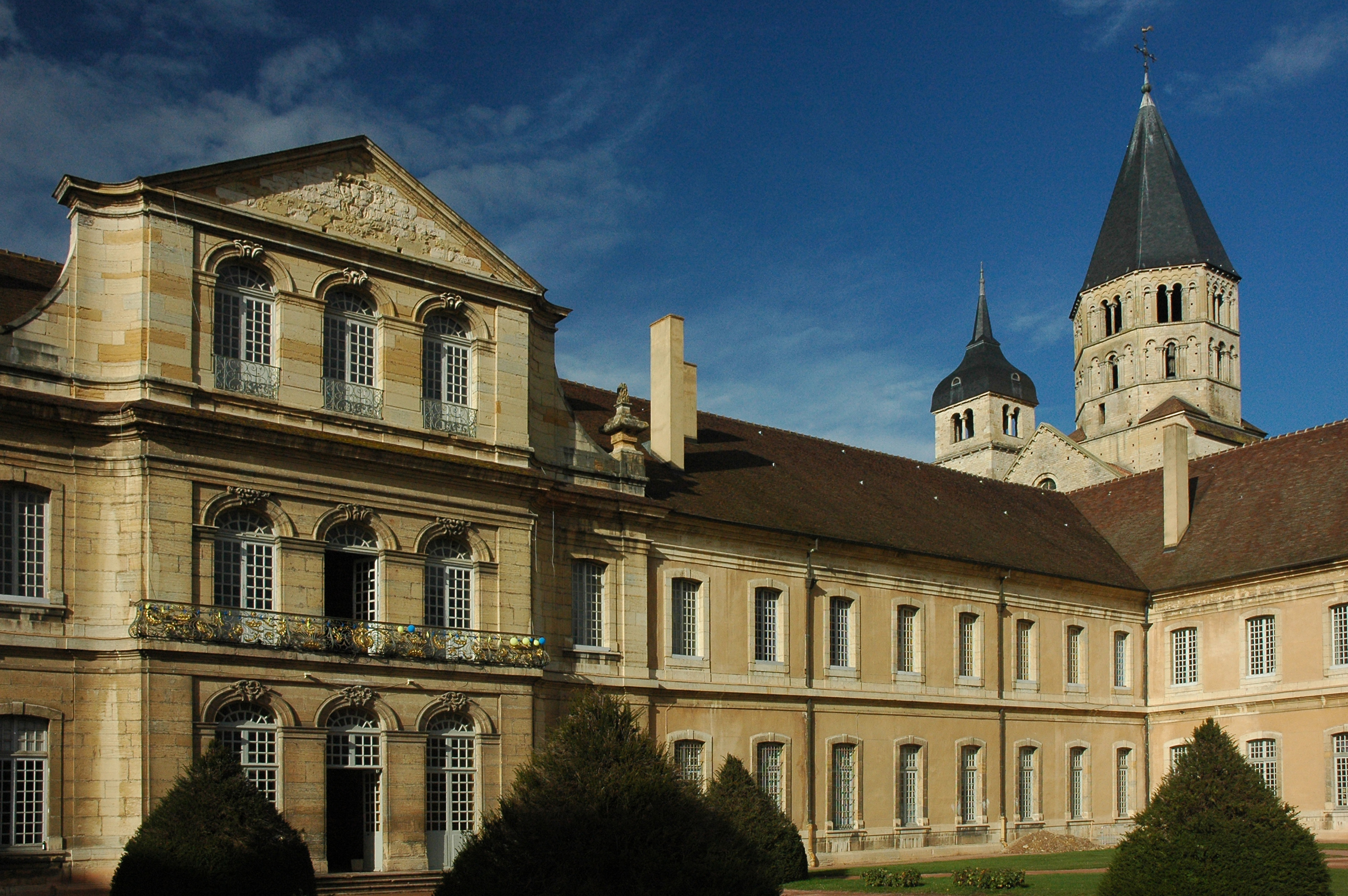
1890, campus de Cluny.
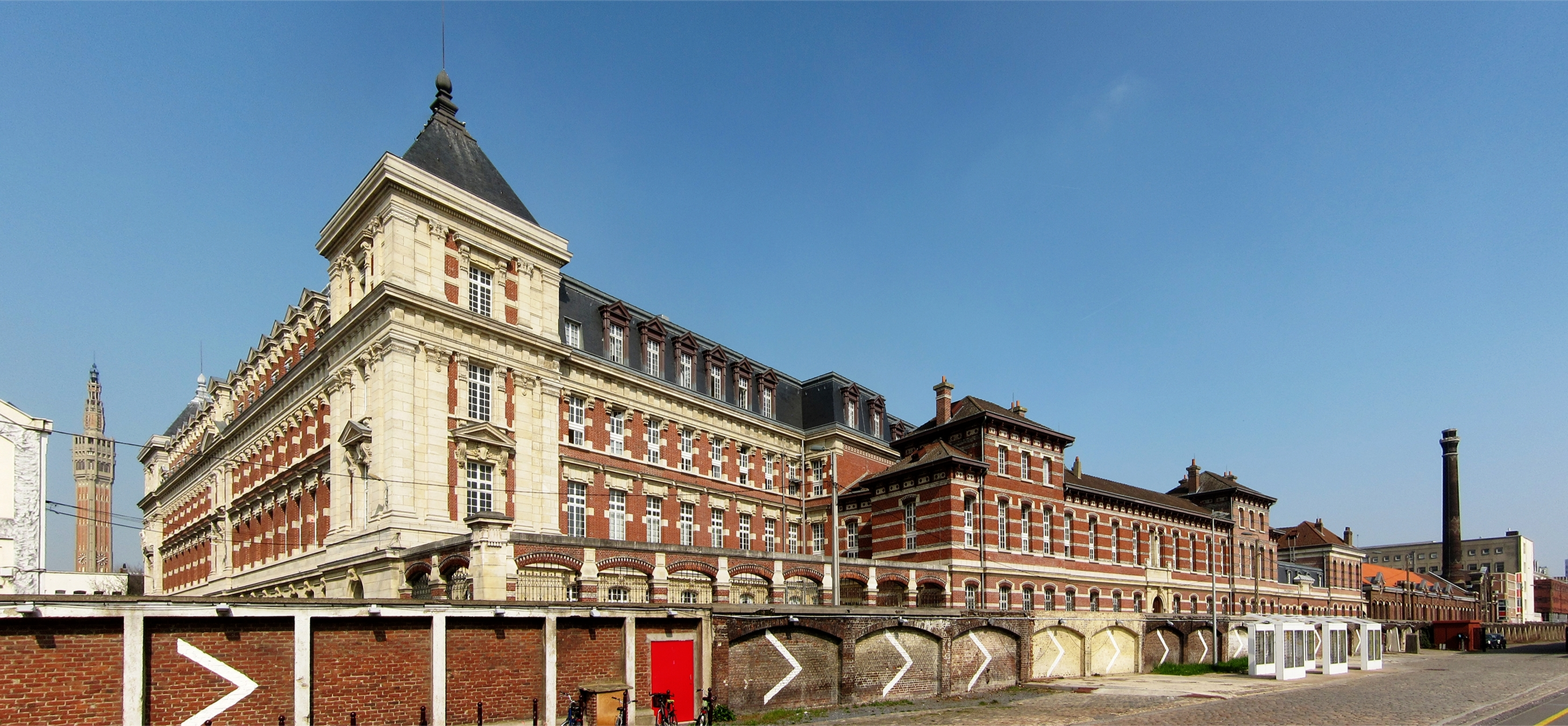
1900, campus de Lille.
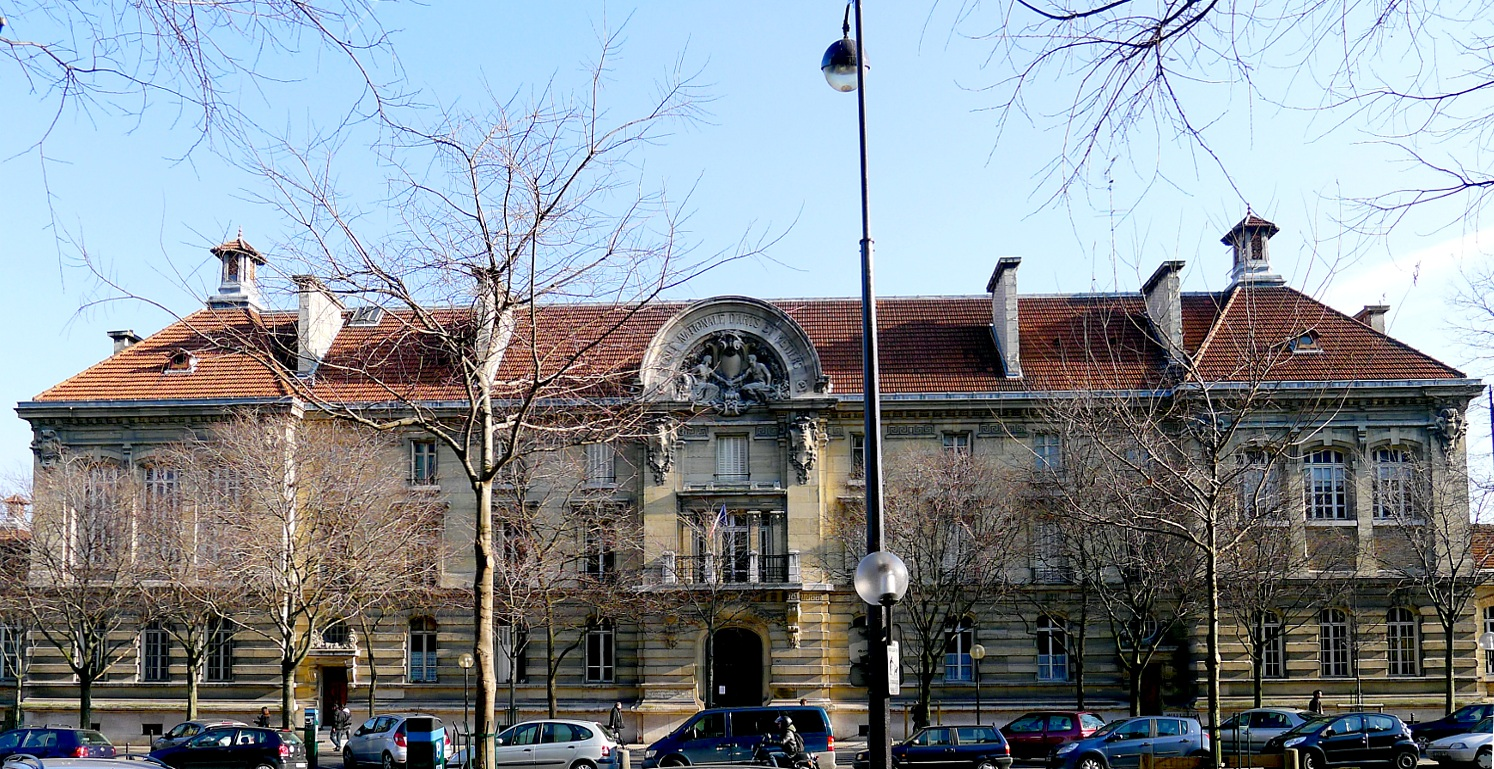
1912, campus de Paris (boulevard de l'Hôpital).
1997, campus de Metz (Bâtiment principal).

### Collaboration avec d'autres établissements
Depuis plus de vingt ans, Arts et Métiers mène une politique active de collaboration avec d'autres établissements. Ce travail s'effectue sur deux échelles différentes, une ouverture large à l'international, en multipliant et diversifiant les offres de parcours à l'étranger, ainsi qu'une collaboration rapprochée avec des établissements français, écoles de commerce, université ou écoles d'ingénieurs. On notera également la volonté de l'école de se renforcer et se repositionner dans le domaine de l'aéronautique avec la création de programmes tels que France AEROTECH et l'adhésion à des initiatives comme ASTech ou l'Aerospace Valley. Les principales collaborations françaises sont ParisTech et héSam détaillées dans les sections suivantes.

### Direction d'Arts et Métiers

#### Gouvernance-COMEX depuis février 2022
- Président du conseil d’administration : Thierry Métais : Directeur général de ZF Group France;
- Directeur général : Laurent Champaney ;
- Directeurs Généraux Adjoints :         Véronique Favier Directrice Générale Adjointe, Ivan Iordanoff Directeur Général Adjoint Recherche et Innovation, Nadège Troussier Directrice Générale Adjointe Recherche et Formation, Élisabeth Moine Directrice Générale Adjointe Ressources et Pilotage

#### Anciens directeurs généraux
- 1971-1991 : Louis Feuvrais
- 1991-2001 : Guy Gautherin[7]
- 2001-2006 : Marie Reynier[8]
- 2006-2012 : Jean-Paul Hautier[9]
- 2012-2017 : Laurent Carraro[10]

#### Anciens présidents
- Jean-François Dehecq - Lille, 1958 : vice-président du Conseil national de l’industrie, président du comité d'orientation stratégique du Fonds stratégique d'investissement  et cofondateur et président d'honneur du groupe pharmaceutique Sanofi ;
- Jean Lavigne - Cluny, 1958 : ancien vice-président de Motorola ;
- Daniel Rapenne - Châlons, 1956 : ancien directeur général de Thomson CSF (Thales) ;
- Alain Charmeau - Cluny, 1974 : ancien directeur général de Ariane Group ;
- Alain Le Floch - Angers, 1977 : directeur général de Terrena.

### Distinctions
|                     |  |                       |
| Drapeau de l’école. |  | Plaque commémorative. |

Arts et Métiers fait partie des rares établissements d'enseignement décorés, en particulier de la Légion d'honneur, à la suite de l'action de l'école et de ses anciens élèves au cours des deux guerres mondiales. Une délégation d'élèves et d'anciens élèves portant le drapeau de l'école participe chaque année, en principe au mois de novembre, à une cérémonie de ravivage de la flamme à l'Arc de triomphe de l'Étoile. Dans chaque campus d'Arts et Métiers ainsi qu'à la ferme de Liancourt, des monuments aux morts perpétuent le souvenir des gadzarts morts pour la France.
La Légion d'honneur a été remise aux écoles d'Arts et Métiers par Albert Lebrun, président de la République française, et André Mallarmé, ministre de l’Éducation nationale, le 8 décembre 1934.
La Croix de guerre 1914-1918 a été remise aux écoles d'Arts et Métiers par le maréchal Joffre le 28 mai 1927 en présence de Gaston Doumergue, président de la République française, accompagnée de la citation à l'ordre de l'armée suivante :
« Ont apporté, au front comme à l’arrière, une part glorieuse de services à la Défense nationale, en fournissant, d’une part, un important contingent d’officiers, sous-officiers et soldats pourvus d’une instruction spéciale, et en contribuant d’autre part à intensifier les fabrications de guerre par les initiatives de leurs anciens élèves. »
— Paul Painlevé, ministre de la Guerre
La Croix de guerre 1939-1945 a été remise aux écoles d'Arts et Métiers par René Coty, président de la République française, le 21 octobre 1955, avec la citation suivante à l'ordre de l'armée :
« De 1939 à 1945 ont pris une large part tant aux opérations de guerre qu’aux combats de la résistance. Ont apporté une contribution technique de premier plan à la victoire de nos armes. Trois cent cinquante-trois de leurs élèves ou anciens élèves sont tombés au champ d’honneur, dont quatre-vingts morts en déportation ou fusillés par l’ennemi. »
— Paris le 24 juin 1955, Pierre Kœnig, ministre de la Guerre.

## Cursus de formation
Arts et Métiers est principalement une école d'ingénieurs recrutant deux ans après le baccalauréat et délivrant un diplôme dit « bac + 5 ». Depuis maintenant plusieurs décennies, elle développe de nouveaux cursus, en apprentissage, de formation initiale et de formation continue, du niveau « bac + 3 » jusqu'aux plus hauts niveaux universitaires français (doctorats et écoles doctorales).

### Formation initiale ingénieurs Arts et Métiers

#### Admission et recrutement
Le recrutement des élèves ingénieurs demeure majoritairement basé sur les classes préparatoires scientifiques (environ 85 % des places), articulé autour du concours Banque PT dont l’école est organisatrice, et Concours Centrale-Supelec. Les autres voies d'admission s'organisent également autour de concours, l'école ayant rejeté un mode de recrutement sur dossier, pas assez équitable. Dans un communiqué du 16 février 2018, Arts et Métiers annonce qu’à partir de la session 2019, elle intégrera le concours Centrale-Supélec pour le recrutement de ses étudiants des filières de classes préparatoires MP, PC et PSI.
Les promotions comptent, nationalement, près de 1 100 élèves (1 098 en 2011) qui sont répartis dans tous les CER (sauf celui de Paris réservé aux spécialités de fin de cursus). Ainsi les places proposées chaque année sont réparties de la manière suivante :
- des classes préparatoires (avec une tendance à l’augmentation des places réservées aux élèves issus de PSI au détriment des élèves PT)[a], soit par filière :
  - (PT) Physique et technologie : 550 places
  - (PSI) Physique et sciences de l'ingénieur : 260 places
  - (MP) Mathématiques, physique : 40 places
  - (PC) Physique, chimie : 20 places
  - (TSI) Technologie et sciences industrielles : 35 places
  - (ATS) Adaptation technicien supérieur (issues des DUT/ BTS) : 25 places
- du concours ENSEA[12] au niveau Bac+2 pour des élèves issus de DUT ou BTS : 87 places,
- du concours AST[13] au niveau Bachelor/L3/M1 ou pour les diplômes étrangers : 48 places
- Concours GEIuniv pour les Bachelor de technologie d'Arts et Métiers. Les places ne sont pas définies.

#### Bases de la formation de l’ingénieur Arts et métiers

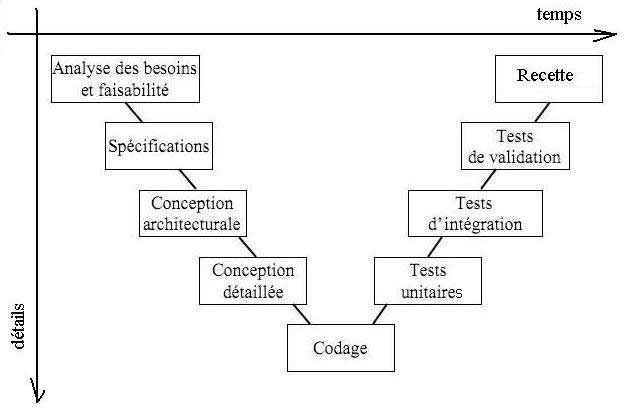
L'ingénieur Arts et Métiers peut intervenir sur toutes les étapes d'un projet (Cycle en V).

Cette formation a pour objectif de permettre à l'ingénieur Arts et Métiers de pouvoir exercer tous les métiers de l'ingénieur : de la production à la R&D, en passant par l'ingénierie commerciale ou le management. Tout ingénieur Arts et métiers doit acquérir les cinq capacités définissant son profil :
1. établir un avant-projet ;
2. élaborer une conception détaillée pour concevoir un produit ;
3. maîtriser la transformation de la matière et maîtriser les procédés ;
4. concevoir et piloter un système industriel ;
5. évaluer les interactions hommes-structure-société pour gérer une organisation ;

##### Articulation et organisation
La formation s’articule autour de trois grands thèmes :
- Génie mécanique ;
- Génie industriel ;
- Génie énergétique.

Le bagage scientifique balaye donc tout le spectre de l'ingénierie, abordant des sciences techniques comme des sciences plus fondamentales. L'enseignement comporte également des disciplines telles que la communication ou la finance :
| |  |  |
| Les simulations numériques comme la méthode des éléments finis et les techniques d'étude des matériaux comme la métallographie font partie du cursus ingénieur Arts et Métiers. |  |  |

- Mécanique et structures ;
- Matériaux et procédés ;
- Énergétique et transferts de puissance ;
- Mécanique des fluides ;
- Production et génie industriel ;
- Design et conception industrielle ;
- Électronique, électrotechnique, automatique ;
- Informatique et mathématiques ;
- Gestion et finance d'entreprise ;
- Management de projet ;
- Communication et sciences de l’homme et de la société ;
- Langues vivantes obligatoires et optionnelles ;

La formation d'ingénieur Arts et Métiers possède la particularité de conserver un certain équilibre entre les cours magistraux, les séances dirigées et les expérimentations. Cependant, cet équilibre impose un emploi du temps généralement plus chargé que dans d'autres écoles d'ingénieurs.

#### Cursus
Les deux premières années sont consacrées à l’acquisition du bagage de l’ingénieur, c’est-à-dire de connaissances scientifiques et techniques générales. La troisième année comporte, outre un tronc commun, un enseignement d’expertise et un projet de fin d'études d’une durée de six mois. Ce projet peut être réalisé en entreprise ou en laboratoire. L'élève ingénieur peut également postuler à un des nombreux masters recherches offerts par l'école.
Les trois années s'articulent autour de six types d’activités pédagogiques :
- les Unités d'Enseignements Fondamentaux (UEF) ;
- les Unités d'Enseignements d'Ingénierie (UEI) : conception préliminaire et détaillée, optimisation produit-procédé-matériau, machines et systèmes de production ;
- les Unités d'Enseignements par Projet (UEP) ;
- les Unités d'Enseignement de Langue (UEL) : 6 semestres d'anglais et une LV2 optionnelle (allemand, espagnol, mandarin, etc.) ;
- les Unités d'Enseignement d'Expertise (UEE) ;
- les stages

La première année comporte 30 crédits d'UEF, 20 d'UEI, 4 d'UEP et 6 d'UEL et un stage exécutant d'un mois, représentant 60 crédits ECTS. La deuxième année comporte 18 crédits d'UEF, 30 d'UEI, 6 d'UEP et 6 d'UEL et un stage optionnel de 3 mois, représentant 60 crédits ECTS. La troisième année est constituée de 13 crédits d'UEE, 5 d'UEP et 2 d'UEL représentant 30 crédits ECTS et un stage de fin d'études représentant lui aussi 30 crédits ECTS. Les unités d'expertise proposées sont les suivantes :
- campus de Paris : simulation des systèmes fluides ; bio-ingénierie ; biomécanique,ergonomie et environnement professionnel création d’entreprise et développement d’activités (CREDA) ; développement de produits ; développement de pièces polymères et composites ; énergie bas carbone et systèmes énergétiques efficients ; gestion industrielle et chaîne logistique globale ; ingénierie des fluides et des machines tournantes ; materials & additive manufacturing ; mécatronique ; prototypage virtuel ; qualité et maintenance appliquées des systèmes industriels ; simulation des systèmes fluides ; Sciences et techniques pour la transformation numérique ;
- campus d'Aix-en-Provence : ingénierie numérique de produits et systèmes pour l'Industrie du futur (INNUI) ; enjeux énergétiques et ingénierie des systèmes bas carbone (ENERGIES) ; Ingénierie d’affaires ; de projets et de programmes (IAPP) ;
- campus d'Angers : management des nouvelles technologies de la conception ;
- campus de Bordeaux : ingénierie en aéronautique et espace ; ingénierie des procédés environnementaux et matériaux pour le développement durable ;
- campus de Châlons-en-Champagne : Low technologies et développement durable
- campus de Cluny : bois : matériau, procédé et construction ; éco-procédés UGV (Usinage Grande Vitesse) pour moteurs et énergies ;
- campus de Lille : gestion industrielle ; ingénierie des transports terrestres ; systèmes mécatroniques pour l’innovation industrielle, robotique collaborative[16] ;
- campus de Metz : conception mécanique, conception de systèmes de production, analyse des matériaux, forge et la mise en forme des matériaux ;
- institut de Chalon-sur-Saône : maquette numérique et immersion virtuelle ;
- institut de Chambéry : écoconception de produits et services.
- institut de Saint-Étienne : Conception de Produits Mécatroniques

##### Stages
En première année, chaque étudiant fait un stage exécutant de quatre semaines pour découvrir le monde de l’entreprise. En fin de deuxième année, son stage assistant-ingénieur optionnel de treize semaines le met en situation réelle, à un poste d’ingénieur. Enfin, au cours du second semestre de la troisième année, le stage de fin d'études de six mois clôt le cursus.

##### Certifications complémentaires
La formation d'ingénieur Arts et Métiers offre aux étudiants qui le souhaitent la possibilité d'obtenir des certifications complémentaires :
- Management de projet[17] : tous les élèves suivent les cours de management de projet de la certification Arts et métiers ingénieur projet (CAMIP) mais cette certification n’est attribuée qu’à environ 150 élèves. Pour obtenir cette certification il faut justifier de bons résultats théoriques sur les concepts introduits par le Project Management Institute (PMI) mais aussi avoir une expérience pratique du management de projet, typiquement lors d'un projet d'expertise de 6 mois ou un stage de fin d'étude.
- Supply Chain Management : les élèves de l'expertise Gestion industrielle et chaîne logistique globale (GICLOG PA9) sont certifiés "Basics of Supply Chain Management" de l'APICS (The Association for Operations Management).
- Lean Manufacturing : une nouvelle certification est actuellement en conception.

#### Validation des études et diplôme
Durant les 3 années de son cursus, l'élève ingénieur Arts et Métiers doit satisfaire certaines conditions afin de pouvoir prétendre à l'obtention du diplôme d'ingénieur généraliste. La principale condition est de posséder une moyenne générale supérieure à 12 sur l'ensemble des certificats de la scolarité. Cette condition est, en général, la plus sélective. En effet, elle ne permet pas à l'élève d'avoir un "point faible", elle a donc pour but de s'assurer que le futur ingénieur possédera bien les compétences nécessaires dans tous les différents enseignements. En fin de première année, 15 à 20 % des élèves ne parviennent pas à atteindre ce seuil (source?).
En plus de ces résultats académiques, trois autres conditions doivent nécessairement être validées. La première de ces conditions prend la forme d'un test de langue international (DSH, TOEFL, DELE...) pour lequel l'étudiant doit atteindre un score minimal (exemple : TOEIC à 785 points). Les deux autres conditions imposent à l'élève d'avoir passé une période de stage dans un contexte industriel et également d'avoir effectué une partie de son cursus à l'étranger.
Une fois toutes ces conditions validées, l'étudiant peut prétendre à l'obtention du diplôme d'ingénieur Arts et Métiers, qu'il se voit remettre lors des cérémonies de fin d'année organisées dans chacun des centres. Pour chaque promotion, les meilleurs élèves sont distingués en recevant les médailles d'or (au nombre de huit, selon certaines conditions) et d'argent.

#### Débouchés professionnels et parcours des ingénieurs Arts et Métiers
Les ingénieurs Arts et Métiers sont généralement reconnus pour leur esprit d'innovation, leurs grandes compétences techniques et leur aptitude à manager et travailler en équipe. Ce profil dirige la plupart des ingénieurs Arts et Métiers vers un emploi dans un grand groupe ou une multinationale (en 2012, 49,2 % des jeunes diplômés travaillaient dans des entreprises de plus de 10 000 employés). D'une même manière, la forte proportion d'étudiants en possession d'un double diplôme étranger ou ayant une expérience internationale se reflète dans le pourcentage de jeunes diplômés travaillant à l'étranger (en 2012, 23,1 % travaillaient à l'international).
Les élèves et diplômés disposent pour leurs recherches d'emplois du réseau et des moyens de la société des ingénieurs Arts et Métiers : service emploi-carrières pour les postes de cadre en entreprises, Arts et Métiers Business Angels, et CLENAM pour la création et la reprise d'entreprises.
Les ingénieurs Arts et Métiers exercent en grande majorité leurs compétences dans des postes de cadre (99,3 % en sortie d'école) et se répartissent dans la plupart des secteurs du monde industriel. Cependant, le secteur de l'industrie des transports (aéronautique, automobile, navale, ferroviaire) s'impose comme le plus plébiscité. Suivent, par ordre d'importance, l'énergie, le conseil, le BTP, les télécommunications, l'agroalimentaire, l'industrie biomédicale, la chimie, le luxe et la robotique.
En 2017, le salaire moyen des jeunes diplômés atteignait 43 k€ pour les postes d'ingénieurs en France et 59 k€ pour les diplômés commençant leur carrière à l'étranger.

#### L'ascenseur social Arts et Métiers
La formation offerte par les Arts et Métiers a toujours eu une vocation d'ascenseur social. Elle forme, dès ses débuts, des enfants orphelins ou pupilles de la nation aux métiers techniques, dans le but de leur offrir un choix d'avenir. Cet aspect se retrouve dans la formation d'ingénieur actuelle où l'égalité des chances prend une place importante, avec un nombre d'élèves boursiers oscillant autour de 25 % (24 % en 2010). À l'opposé de certaines grandes écoles qui possèdent une sociologie proche d'un modèle de caste, l'école des Arts et Métiers a toujours mis en place les aménagements nécessaires pour rester accessible à l'ensemble des classes sociales. Par exemple, des initiatives comme « Les cordées de la réussite » ou le programme OPTIM sont destinées à accompagner des élèves de collège, de lycée ou de l'enseignement supérieur vers des carrières scientifiques.
Cependant, même si la diversité perdure dans le recrutement des élèves ingénieurs, un glissement des catégories socio-professionnelles reste constaté, à tel point qu'aujourd'hui près de la moitié étudiants ont des origines sociales liées au secteur industriel (techniciens, cadres ou patrons de l'industrie).

### Doubles diplômes

#### Avec d’autres grandes écoles françaises
Avec la création de ParisTech et à la suite du rattachement de l'ESTP, le catalogue de doubles diplômes avec des établissements français s'est élargi. Arts et Métiers délivre maintenant des doubles diplômes en partenariat avec :
- l'École nationale supérieure de l'infrastructure militaire : douze places par an, il s'agit d'un cursus militaire en partenariat avec le ministère des Armées ;
- AgroParisTech ;
- l’École nationale de l'aviation civile (ENAC) ;
- l'École nationale supérieure de création industrielle (ENSCI) ;
- l’École navale ;
- l’École polytechnique : deux places sont proposées aux ingénieurs de nationalité française qui viennent d’obtenir leur diplôme Arts et Métiers ParisTech, avec une médaille d’or ou d’argent ;
- l’École spéciale des travaux publics, du bâtiment et de l'industrie (ESTP), double-diplôme créé après le rapprochement des deux écoles en 1999 ;
- l’Ecole CentraleSupélec (CentraleSupélec) ;
- l’IAE d’Aix-en-Provence (Institut d'administration des entreprises) pour une double compétence en management général[29] ;
- l’IFP School (École nationale supérieure du pétrole et des moteurs) ;
- l’Institut national des sciences et techniques nucléaires (INSTN) ;
- l'École supérieure de fonderie et de forge (ESFF) ;
- l'École supérieure du soudage et de ses applications (ESSA) ;

#### Avec des établissements étrangers
Il en est de même avec une série d'établissements étrangers et des doubles diplômes créés durant les vingt dernières années. Il est à noter que chaque école partenaire est en général associée à une spécialité d'enseignement :
- franco-américain avec Georgia Tech (Georgia Institute of Technology) ;
- franco-allemand avec l’Institut de technologie de Karlsruhe (Karlsruher Institut für Technologie, KIT) ou l’université technologique de Dresde (TU) ;
- franco-brésilien avec UFRJ (Universidade Federal do Rio de Janeiro), ou Unicamp (Universidade Estadual de Campinas) ou USP (Universidade de São Paulo) ;
- franco-canadien avec Polytechnique Montréal ou l'ETS (École de technologie supérieure) à Montréal ;
- franco-chinois avec l'université Beihang (BUAA) de Pékin, ou Jiao-tong de Shanghai, ou Tongji de Shanghai, ou HIT (Harbin Institute of Technology) de Harbin ;
- franco-hispano-portugais avec l'université technique de Lisbonne ou l'université polytechnique de Madrid
- franco-hongrois avec la Budapest University of Technology and Economics (Budapesti Műszaki és Gazdaságtudományi Egyetem) ;
- franco-marocain avec l’École nationale supérieure d'arts et métiers (Meknès et Casablanca), Maroc ;
- franco-suédois avec l'Institut Royal de technologie, aussi appelé KTH (Kungliga tekniska högskolan) ou LiU (université de Linköping) ;
- franco-tchèque avec l'Université Technologique de Brno, République tchèque (Vysoké učení technické v Brně) ;
- franco-indien avec l'Institut Indien de Technologie de Kanpur ;

#### Universités étrangères partenaires
Indépendamment des doubles diplômes, Arts et Métiers a développé près de 190 partenariats avec des établissements étrangers. Ces écoles partenaires offre la possibilité aux étudiants de passer un ou deux semestres à l'étranger, généralement durant la deuxième année. Elles peuvent également permettre à l'étudiant d'acquérir une spécialité en dernière année. Cette liste est partielle, voir la liste complète en lien.

### Formation initiale des ingénieurs militaires d’infrastructure
Depuis septembre 2011, Arts & Métiers forme des élèves-ingénieurs du corps des ingénieurs militaires d'infrastructure, dans le cadre d'un partenariat avec le ministère de la Défense.
Le cursus spécifique se décompose comme suit :
- une première année militaire, faite conjointement avec les élèves de l'École polytechnique et la promotion militaire de l'ENSTA Bretagne ;
- une année de formation commune à tous les élèves Arts et Métiers au sein du campus d'Angers ;
- deux années de formation spécialisées au sein du campus d'Angers en suivant la filière « Infrastructure ».

Ces élèves ont un statut militaire, ils ont ainsi une solde et un contrat d'engagement de dix ans (quatre ans de formation, six ans de service). Cette formation est dispensée sur le campus Arts et Métiers d'Angers.

### Formation d'ingénieur par apprentissage
Arts et Métiers forment chaque année plusieurs centaines d'ingénieurs par la voie de l'apprentissage.
Ces diplômes d'ingénieurs par l'apprentissage permettent principalement la spécialisation dans différents domaines techniques (Travaux Publics, Génie électrique, industriel, mécanique, énergétique, gestion et prévention des risques). Les formations s'effectuent en partenariat avec des associations issues des branches professionnelles.
Ces formations sont également ouvertes à la formation continue, avec un rythme d'alternance optimisé pour permettre un partage avec les apprentis et un maintien dans l'emploi avec passage progressif aux fonctions d'ingénieurs.
Le campus d'Angers est le seul à proposer la formation généraliste par apprentissage. Cela permet aux étudiants apprentis d'obtenir le même diplôme que les étudiants en cursus classique, tout en leur permettant d’acquérir trois ans d'expérience professionnelle.

### Formation initiale: Bachelor de technologie
Arts et Métiers  est la première grande école d'ingénieurs à lancer un cursus de type « Bachelor de Technologie ». Il a pour objectif de proposer aux bacheliers attirés par les sciences une étape intermédiaire avant un diplôme d'ingénieur plus exigeant. Ce bachelor repose sur une formation scientifique et technologique de qualité dont la principale caractéristique est de correspondre au mieux aux besoins de l'industrie d'aujourd'hui.
Il formera donc, d'ici 2017, des techniciens supérieurs de niveau Bac + 3 immédiatement opérationnels dans un métier industriel. Quarante-huit places sont ouvertes pour la rentrée 2014, sur les campus de Bordeaux et Châlons en Champagne. Ce nouveau cursus recrute des bacheliers technologiques « sciences et technologie de l'industrie et du développement durable » (bac STI2D).
Il est d'ores et déjà reconnu comme un des cursus les plus innovants par le magazine Orientation.

### Masters recherche
Vingt-quatre spécialités de masters recherche sont disponibles, dont un réalisé en partenariat avec des établissements de ParisTech et deux avec d'autres établissements français. Certains de ces masters recherche sont enseignés exclusivement en anglais.
| Département                                            | Spécialité |
| ------------------------------------------------------ | --- |
| Conception, Industrialisation, Risque, Décision (CIRD) | Innovation, Conception, Ingénierie • Conception, Industrialisation, Innovation • Ingénierie du Virtuel et Innovation • Ingénierie Numérique • Knowledge Integration in Mechanical Production • Sciences de l'Information et des Systèmes • Sciences de la Décision et Management des Risques • Énergie Nucléaire (collaboration avec ParisTech)• Sciences de la fusion (collaboration avec l'INSTN) |
| Fluides et Systèmes Énergétiques (FISE)                | Énergétique et Environnement • Énergie Électrique et Développement Durable • Environnement Naval • Mécanique des fluides, fondements et applications • Sciences mécaniques et ingénierie |
| Mécanique, Matériaux, Procédés (M2P)                   | Ingénierie des Matériaux et des Surfaces • Ingénierie mécanique et matériaux • Mécanique et Énergétique • Mécanique des matériaux et des structures • Modélisation et expérimentation des matériaux pour le nucléaire • Systèmes avancés et Robotique • Dynamique Structures, Matériaux et Systèmes Couplés (Avec CentraleSupélec)                                                                  |
| Biomécanique ostéoarticulaire et tissulaire (BIOST)    | Ingénierie Tissulaire et Biomécanique des Tissus • Biomécanique et Modélisation du Système Ostéoarticulaire • Biomécanique des Chocs et Sécurité des Transports |

### Écoles doctorales
Arts et Métiers a créé et anime deux écoles doctorales en collaboration avec d'autres établissements français.

#### Sciences des métiers de l’ingénieur
Il s'agit de l'école doctorale 432, commune avec l'École nationale supérieure des mines de Paris. Elle traite de plusieurs disciplines : mécanique des solides, des matériaux et procédés, biomécanique et ingénierie pour la santé, mécanique des fluides, énergétique et génie électrique, et enfin conception et industrialisation pour le développement durable.
En 2013, 442 doctorants composaient les effectifs de cette école, dont 237 venant exclusivement d'Arts et Métiers. Cet organisme fait également partie des instituts Carnot ARTS et M.I.N.E.S.

#### Sciences de l’organisation et de la décision
C'est l'école doctorale 471, commune avec HEC, ESTP et l'IAE de Paris : sciences de gestion, RSE et économie.
En 2007, 127 étudiants composaient les effectifs de cette école.

### Formation continue
La formation continue a été largement développée à partir du niveau master. Arts et Métiers propose désormais deux MBA (un MBA spécialisé et un executive MBA) et près de vingt mastères spécialisés (Bac + 6) accrédités par la conférence des grandes écoles (CGE), dont certains classés parmi les meilleurs de France,. Deux de ces mastères spécialisés sont effectués en partenariat avec des organismes français. Ils sont orientés autour de trois grands axes principaux, représentant les axes de perfectionnement développés par l'école. Les différentes formations sont résumées dans le tableau suivant :
| Domaine                          | Spécialité |
| -------------------------------- | --- |
| Management                       | gestion des ressources humaines et de la mobilité internationale (Campus de Paris, avec l'ENS) • management global des risques (Campus de Paris, avec l'ESTP) • management de la maintenance (Campus de Paris) • management de la qualité (Campus de Paris) • manager l'innovation et le développement d'activité (Campus de Paris) • management des contrats globaux (Campus de Paris) • management stratégique du changement par l’innovation (Campus d'Aix en Provence) |
| Énergie et développement durable | construction et habitat durables • énergies renouvelables et leurs systèmes de production (Campus d'Aix-en-Provence) • écoconception et management environnemental (institut de Chambéry) • technologie des systèmes hybrides de production d’électricité et de chaleur (Campus de Lille) • expert en Projets et Production Energies Renouvelables - expert en sûreté nucléaire (campus d’Aix-en-Provence)                                                                 |
| Techniques avancées              | ingénierie aéronautique et spatiale (Campus de Bordeaux) • Nuclear Safety (pôle méditerranéen de l’innovation) • lean : production et Logistique (Campus de Paris) |

## Création d'entreprise

### Enseignement
Depuis plusieurs années, l'école a développé un enseignement spécifique à la création d'entreprise dans le cursus ingénieur Arts et Métiers, la filière CREDA (création d'entreprise et développement d'activités), en dernière année. Cette filière amène aux élèves les connaissances nécessaires pour mener à bien leur projet, mais leur permet également de rencontrer des acteurs majeurs de la création d'entreprise (chambres de commerce, industriels, investisseurs). Chaque année, les étudiants CREDA partent également dans un pays étranger pour découvrir comment se déroule la création d'entreprise dans un contexte différent (en 2016, c'est au Chili). Les élèves de cette filière ont créé leur propre association, appelée Entrepren'Arts qui vise à soutenir leurs projets globaux et individuels.

### Incubateurs
Par ailleurs, elle a mis en place un incubateur de startups. De leur côté, certains campus ont créé leur propre structure d'accompagnement, comme Lille et Paris. Ces structures offrent un accompagnement complet des projets durant 18 mois, sur les plans stratégique, financier et marketing, tout en gardant à disposition des entrepreneurs l'accès aux moyens techniques (laboratoires et équipements) de l'école.

### Organismes des anciens élèves

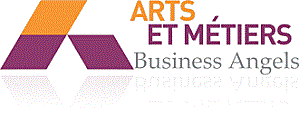
Logo AMBA

En parallèle, la société des ingénieurs Arts et Métiers (SOCE) peut accorder des prêts à l'occasion de la création d'entreprises. Cet organisme est présent à Paris et dans la plupart des campus de l'école.

## Recherche

Logo de l'IC ARTS.

Arts et Métiers possède quinze laboratoires de recherche, et vingt et un avec ses partenaires dans le cadre de la structure ARTS. Ils s'articulent en trois axes d’enseignement et de recherche : onze en « mécanique, matériaux, procédés », cinq en « fluide et systèmes énergétiques » et six en « conception, industrialisation, risque, décision ». Ces laboratoires regroupés ont obtenu le label d'excellence « Institut Carnot ARTS ». La structure ARTS s'occupe en particulier de la conclusion des contrats de recherche entre les laboratoires et les entreprises et draine plus de 15 millions d'euros de contrats chaque année.
Les quinze laboratoires Arts et Métiers sont présentés succinctement dans le tableau suivant, ainsi que les collaborations de l'école avec d'autres établissements, comme l'école navale ou l'école centrale de Lille.
| Nom       | Nom Complet                                                                                            | Type | Centre                                       | Domaine | Structures partenaires                                          |
| --------- | --- | ---- | -------------------------------------------- | --- | --------------------------------------------------------------- |
| DynFluid  | Laboratoire de dynamique des fluides                                                                   | EA   | Paris                                        | Ce laboratoire est spécialisé en aérodynamique, turbomachines, aéro-acoustique, instabilités (modélisation et calcul). Il met au point des méthodes numériques de haute précision. Il analyse, conçoit et optimise des turbomachines. |                                                                 |
| I2M       | Institut de mécanique et d'ingénierie                                                                  | UMR  | Bordeaux                                     | Mécanique théorique et appliquée couplée à la physique et aux transferts, en fluides, acoustique et matériaux (en particulier le bois), en technologie mécanique et en génie civil en incluant ses dimensions géophysiques. | Université Bordeaux I, Institut polytechnique de Bordeaux, INRA |
| IRENav    | Institut de recherche de l’École navale                                                                | EA   | Brest                                        | Mécanique et énergie sous l’angle des transferts et leurs applications industrielles dans le milieu maritime. Utilisation des systèmes d’information géographiques comme outils d’observation, de modélisation et de simulation de l’évolution du milieu marin. Acoustique sous-marine et observation des fonds marins. | École navale                                                    |
| L2EP      | Laboratoire d'électrotechnique et d'électronique de puissance de Lille                                 | EA   | Lille                                        | Production et transformation de l’énergie électrique : modélisation des systèmes, électronique de puissance appliquée, réseaux électriques et sources dispersées, étude des matériaux magnétiques, conception et optimisation de machines et de systèmes, mise en œuvre des actionneurs piézoélectriques. | Centrale Lille                                                  |
| LABOMAP   | Laboratoire bourguignon matériaux et procédés                                                          | EA   | Cluny                                        | Usinage grande vitesse avec maîtrise globale du procédé appliqué aux matériaux difficiles et surfaces complexes. Usinage et mise en forme du bois. Traitements superficiels et optimisation des matériaux et alliages. | ECAM LaSalle Campus de Lyon                                     |
| LAMPA     | Laboratoire Arts et Métiers ParisTech d’Angers                                                         | EA   | Angers, Laval                                | Deux sites pour ce laboratoire : Angers pour les procédés, matériaux et durabilité, hydrodynamique et instrumentation et Laval pour la conception et intégration de systèmes de réalité virtuelle, l'optimisation des processus de conception et d'innovation. |                                                                 |
| IBHGC     | Institut de biomécanique humaine Georges Charpak                                                       | EA   | Paris                                        | Application des méthodes de la mécanique aux systèmes vivants (l’homme) : biomécanique des tissus, biomécanique ostéoarticulaire, biomécanique des chocs et du confort. Un point marquant : la reconstitution du squelette en trois dimensions pour l’assistance clinique, la planification du geste chirurgical et l’aide au diagnostic de pathologies ostéoarticulaires (ostéoporose). Les travaux du LBM ont notamment conduit, en collaboration avec ceux de Georges Charpak, à la naissance et au développement de la société EOS Imaging, premier élément d'une nouvelle génération de l'industrie de l'imagerie médicale en France. |                                                                 |
| LCFC      | Laboratoire de conception fabrication commande                                                         | EA   | Metz                                         | Maîtrise de l’interaction pièce-procédé-ressource en usinage et rectification. Conception et fabrication intégrée de produits à haute performance. Industrialisation des procédés et moyens de production innovants. Structuration et formalisation des connaissances pour l’intégration produit-process. Modélisation et commande de systèmes électromécaniques complexes. |                                                                 |
| LCPI      | Laboratoire conception de produits et innovation                                                       | EA   | Paris                                        | Optimisation du processus de conception et d’innovation autour de trois axes : le formalisme projets, la modélisation et l’intégration des métiers, les modes de représentation intermédiaire des produits. Ces domaines intègrent l’ergonomie, la qualité, la maintenance, l’éco-conception, le prototypage rapide et l’environnement. |                                                                 |
| LIFSE     | Laboratoire d'ingénierie des fluides et des systèmes énergétiques                                      | UMR  | Paris                                        | Les principaux axes de recherche du LIFSE s’articulent autour de l’hydrodynamique, l’aérodynamique, l’acoustique, la thermique et la thermodynamique notamment mises en œuvre pour le développement des turbomachines. Ces axes de recherche s’inscrivent dans les secteurs de l’énergie renouvelable, la mobilité durable, l’aéronautique et le spatial, les procédés et la santé |                                                                 |
| LEM3      | Laboratoire d'étude des microstructures et de mécanique des matériaux                                  | UMR  | Metz                                         | Caractérisation fine des matériaux. Etude et modélisation de leur comportement mécanique à différentes échelles, jusqu'au calcul des structures et procédés de fabrication | Université de Lorraine, ENIM                                    |
| LML       | Laboratoire de mécanique de Lille                                                                      | UMR  | Lille                                        | Mécanique des Fluides appliquée aux écoulements internes dans les pompes et ventilateurs (cavitation, interactions rotor/stator), au régime transitoire des machines hydrauliques et à l’hydroacoustique. | Centrale Lille, Université Lille I                              |
| LSIS–INSM | Laboratoire de sciences de l'information et des systèmes : ingénierie numérique de systèmes mécaniques | UMR  | Aix-en-Provence, Lille                       | Contribution à la maîtrise des processus de développement de systèmes, systèmes dynamiques multi-physiques et commandes associées, nouveaux modes d’utilisation de maquettes (modèles) numériques, processus de conception et de prise de décision. | Université d'Aix-Marseille, Université de Toulon                |
| MSMP      | Laboratoire mécanique, surface, matériaux et procédés                                                  | EA   | Aix-en-Provence, Châlons-en-Champagne, Lille | Ingénierie multiphysique des procédés (procédés de fabrication à l’échelle 1, physique, paramètres technologiques, fonctionnalisation des surfaces manufacturées). Matériaux (outils de caractérisation microstructurale et développement de méthodes correspondantes, simulation de microstructures et de couplages mécaniques). Surface et interface (développement d’outils et méthodes de caractérisation dimensionnelle et mécanique, approche multiéchelle). Mécanique (Mécanique expérimentale, simulation mécanique, approche multiéchelle).                                                                                       |                                                                 |
| PIMM      | Laboratoire de procédés et ingénierie en mécanique et matériaux                                        | UMR  | Paris                                        | Le PIMM regroupe trois unités de recherche : le laboratoire d’ingénierie des matériaux, le laboratoire de mécanique des systèmes et des procédés et le laboratoire pour l’application des lasers de puissance. Son spectre va de la mécanique des matériaux et des structures à la chimie des polymères en passant par les procédés de mise en forme et d’assemblage ainsi que les méthodes avancées de la simulation numérique. | CNAM                                                            |

## Vie sur les campus Arts et Métiers

### Vie étudiante
La vie étudiante à Arts et Métiers  comprend de multiples associations, entre action humanitaire, entrepreneuriat, activités culturelles, sportives et festives ou encore coutumes folkloriques. Elle se déroule sur deux plans, d'abord à l'intérieur de chacun des centres d'enseignement, où sont présentes les associations d'élèves locales, mais également sur le plan national, avec l'Union des élèves qui coordonne les événements tels que le forum Arts et Métiers, les manifestations sportives de l'Union Athlétique Intergadzarts, Skiozarts, etc. L'union des élèves dispose d'un budget de 6,8 millions d'euros annuel et gère tous les évènements nationaux.

### Conditions pratiques

#### Coût des études
Arts et Métiers est une école publique. Les frais de scolarité y sont donc les mêmes que dans toutes les autres écoles d'ingénieurs publiques (de l'ordre de 600 euros par an). Il est à noter que les élèves boursiers sont dispensés de payer ces frais d'inscription.
De plus, pour les élèves en difficulté financière, des aménagements ou des bourses peuvent être accordés, par exemple par l'association des anciens élèves.

#### Cadre de vie
La plupart des étudiants logent dans des résidences intégrées aux campus ou situées à proximité (cas de Paris), dotées du statut de résidence universitaire, mais largement financées par l'association des anciens élèves.
Du fait de la diversité historique et géographique des différents campus, le fonctionnement et les équipements des résidences peuvent-être variés. Par exemple, dans certains centres, les locaux des associations étudiantes sont situés dans les résidences (à Metz par exemple), alors que dans d'autres cas ils peuvent être incorporés dans l'école. De même la plupart des campus hébergent un restaurant universitaire et les infrastructures communautaires classiques (bibliothèque, terrains sportifs et gymnase, foyer des élèves...).
L'organisation architecturale des campus peut également être variée. Sur les campus modernes (Metz et Bordeaux), résidence et école possèdent des bâtiments bien distincts, alors que dans d'autres cas, comme à Lille, ils peuvent très bien partager la même structure.

Maisons des Arts et Métiers à la Cité internationale universitaire de Paris
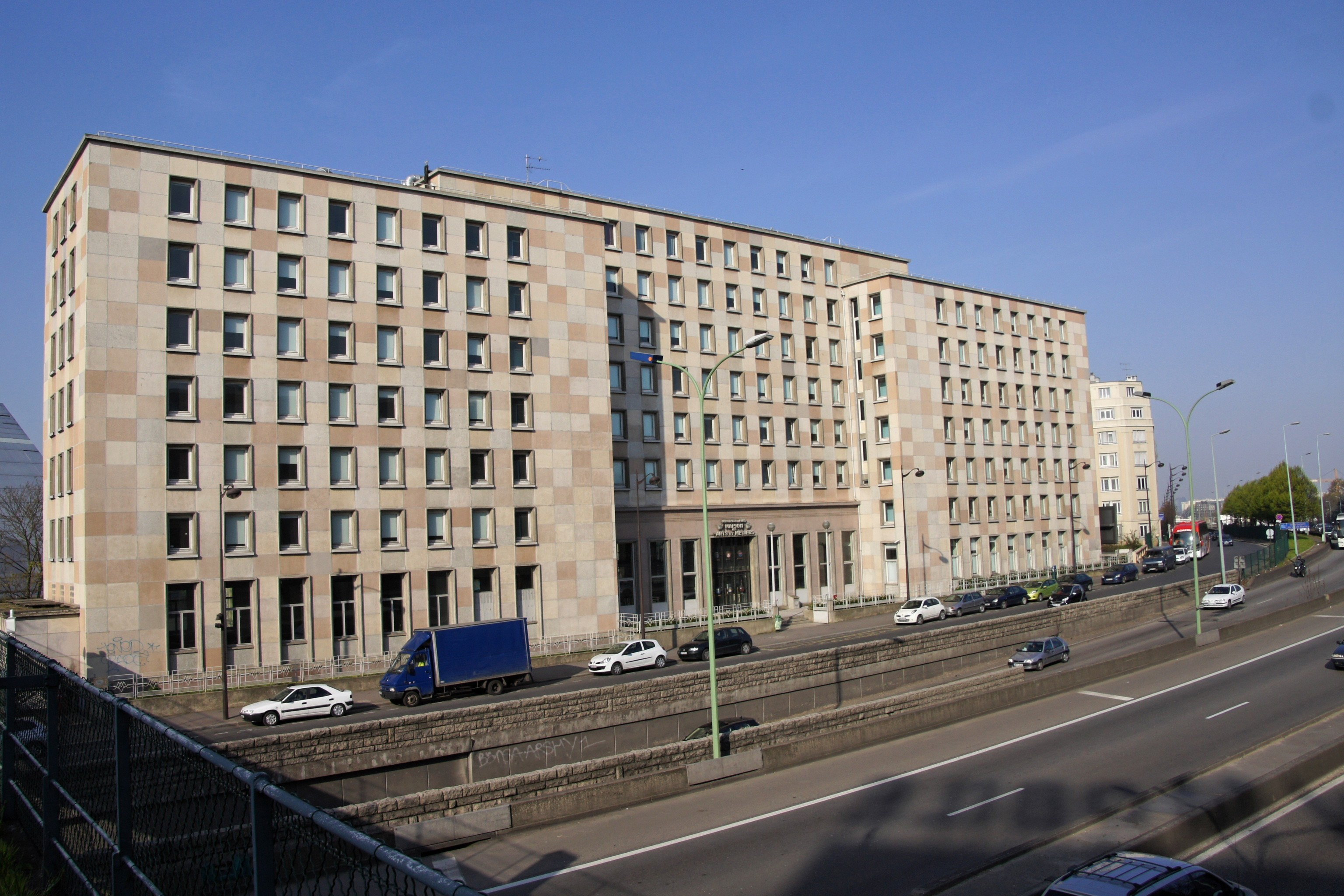
Ancienne Maison.
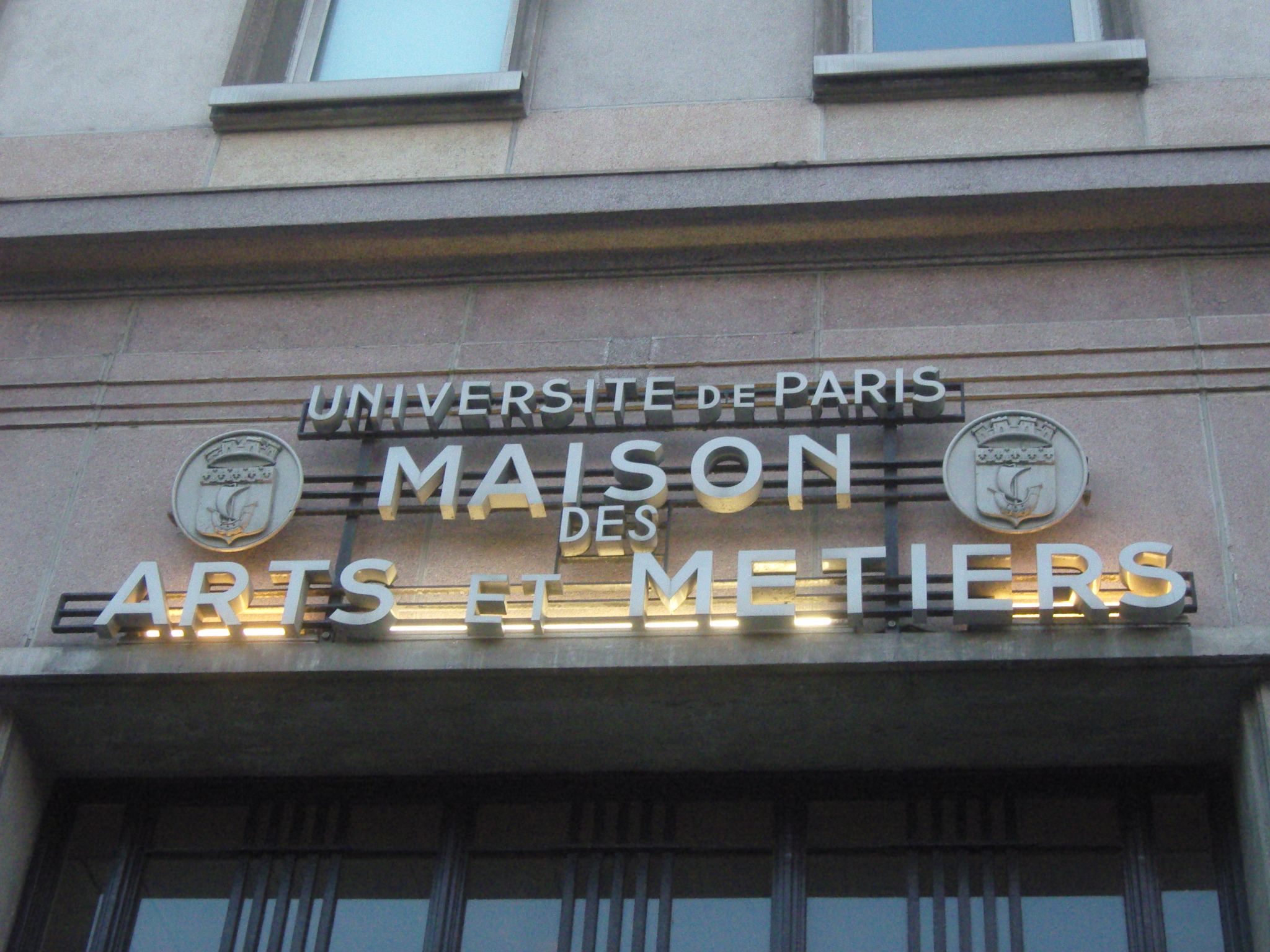
Ancienne Maison, entrée.
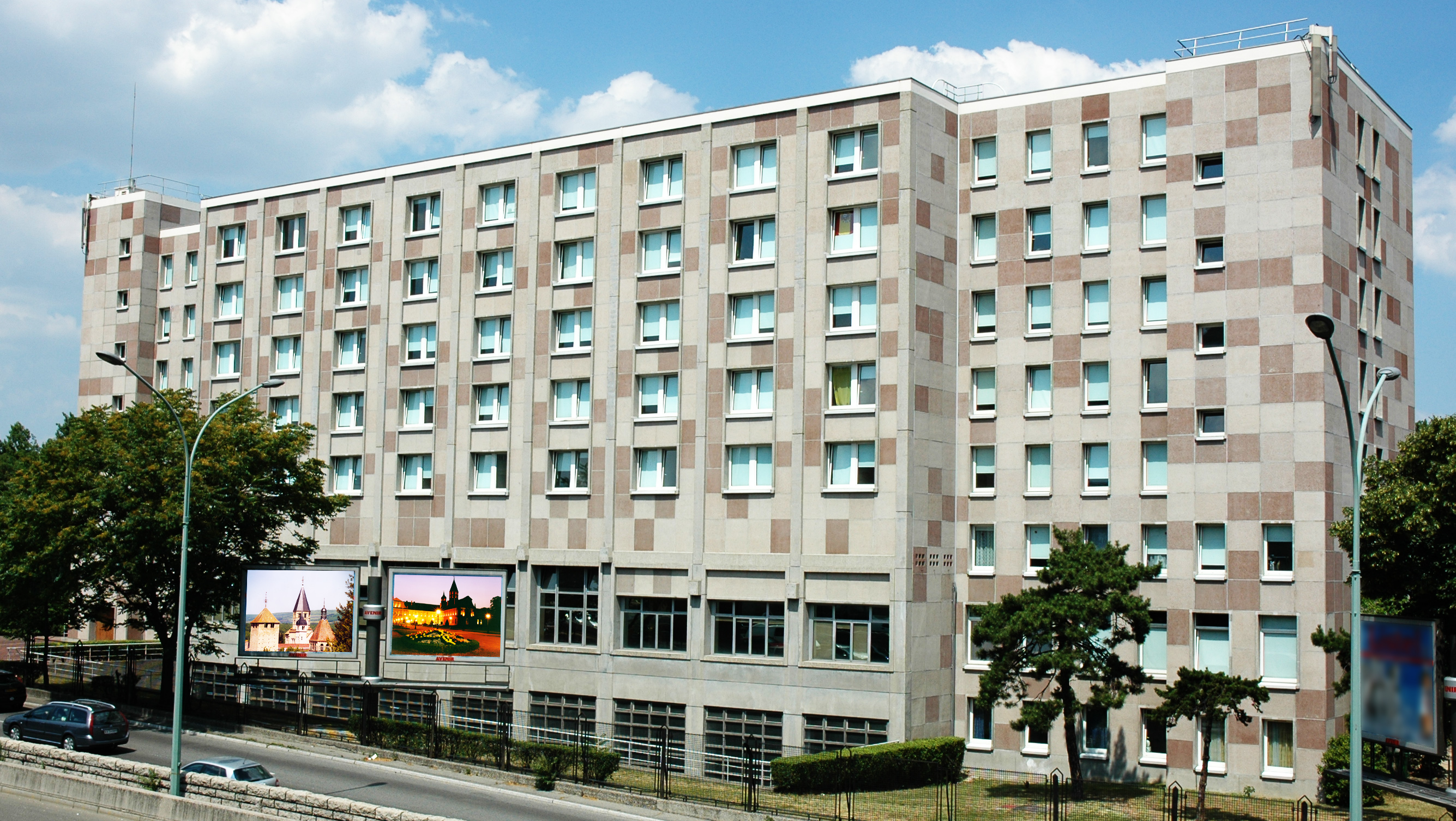
Nouvelle Maison.

Résidence du campus de Metz, modèle de résidence intégrant également les locaux d'associations.

Résidence de Metz.

## Classements
Classements nationaux (classée en tant qu'Arts et Métiers au titre de son diplôme d'ingénieur)
| Nom                | Année | Rang |
| ------------------ | ----- | ---- |
| DAUR Rankings      | 2024  | 33   |
| L’Étudiant         | 2025  | 32   |
| L’Usine Nouvelle   | 2025  | 39   |
| Le Figaro Étudiant | 2025  | 24   |

Classements internationaux (classée en tant qu'Arts et Métiers)
| Nom                    | Année     | Rang (monde) | Rang (France) |
| ---------------------- | --------- | ------------ | ------------- |
| CWUR                   | 2021-2022 | 1474         | 64            |
| QS Top Universities    | 2022      | N.C.         | N.C.          |
| Shanghai Ranking       | 2021      | N.C.         | N.C.          |
| Times Higher Education | 2022      | 801-1000     | 28-32         |

## Anciens élèves

### Association des anciens élèves

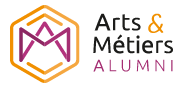
Logo Soce.

La Société des ingénieurs Arts et Métiers (SOCE), fondée en 1846, est une des plus anciennes associations d'anciens élèves de France et la plus nombreuse avec plus de 30 000 adhérents. Elle est impliquée dans la vie moderne de l'école et forme, avec l'union des élèves et la direction, un système considéré comme tripartite. Ainsi, même si la scolarité n'est en théorie pas liée à la participation aux activités traditionnelles de l'Union des Elèves, l'école se montre arrangeante et tolère notamment le port de signe traditionnels distinctifs sur les lieux scolaires, augmentant ainsi l'importance que l'association prend dans la vie des jeunes étudiants. L'école a le droit d'utiliser la marque déposée « Arts et Métiers », avec deux majuscules, qui appartient à l'association. Elle est présente sur tous les campus.

### Entreprises fondées et développées par des anciens élèves
Au cours des XIXe et XXe siècles, les gadzarts ont créé et développé de nombreuses entreprises aujourd'hui disparues comme les constructeurs automobiles Richard-Brasier, De Dion-Bouton, Delage et Delahaye, les locotracteurs Gaston Moyse et les ascenseurs Roux-Combaluzier (intégré dans le groupe Schindler).
De même, des gadzarts ont créé ou développé de très grandes entreprises françaises Altran Technologies, Calor (groupe SEB), Angénieux (groupe Thales), LCIE Bureau Veritas, Alcatel (Compagnie générale d'électricité), Essilor, Safran (SAGEM), Saint-Gobain (Pont-à-Mousson), Sanofi et Schneider Electric (Merlin Gerin).
Aujourd'hui, il existe plusieurs entreprises fondées ou développées par des gadzarts dans différents domaines surtout techniques : les hélicoptères Guimbal, la société d'ingéniérie sous-marine Comex, le fabricant d'engins de chantiers Mécalac, le fabricant de machines d'emballage Cermex, le négociant de matériaux de construction Doras, le groupe de services à l'industrie Ortec, le constructeur informatique Archos, le précurseur des smartphones Palm (groupe Hewlett-Packard), le site Internet Deezer. On citera enfin dans le domaine de l'énergie les PMI innovantes Énergiestro et Saltel industries.

### Liste d'élèves d'Arts et Métiers ParisTech

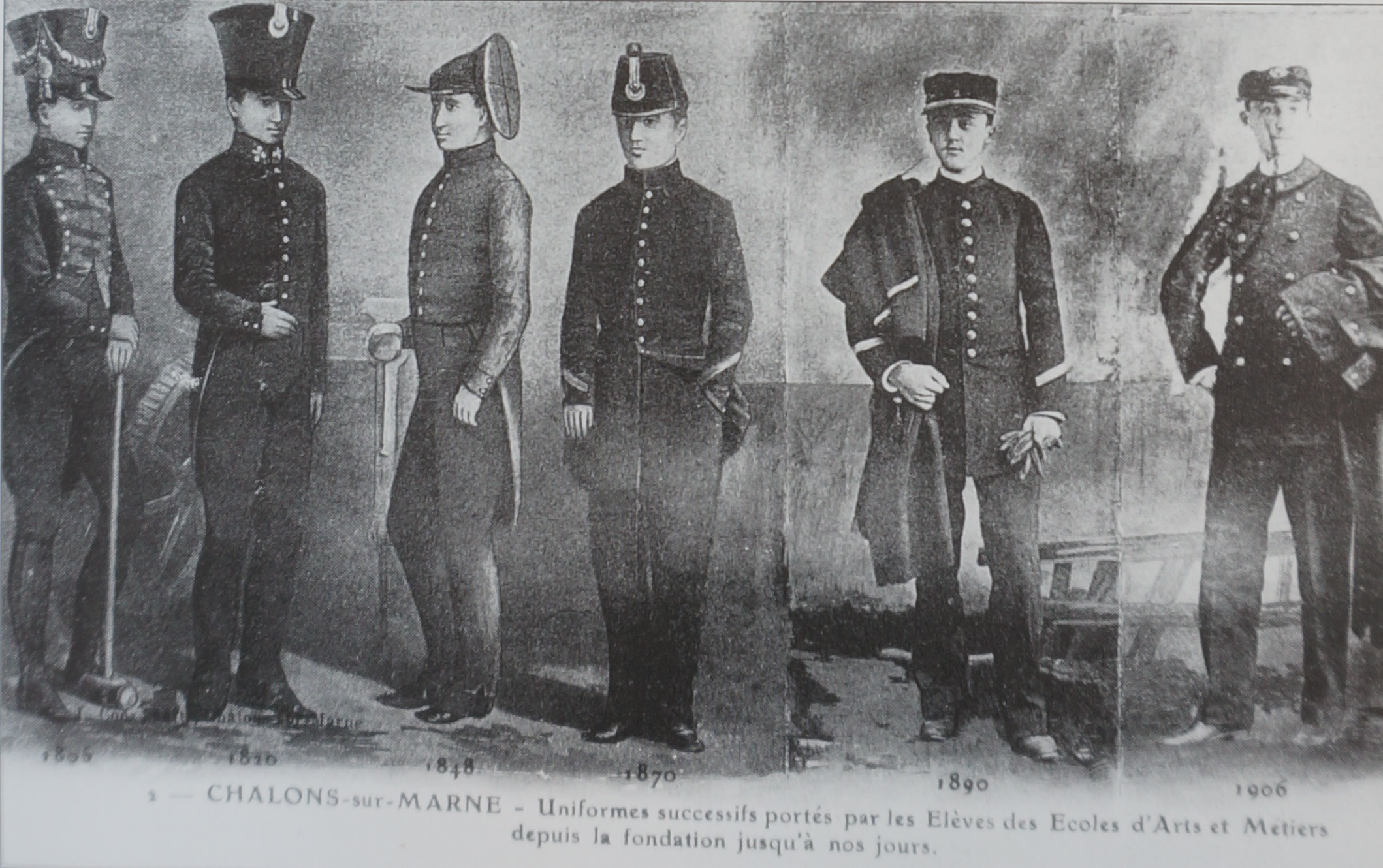
Gadzarts d'hier en uniformes.

En plus de deux siècles d'existence, l'École nationale supérieure d'arts et métiers a vu passer de nombreux élèves devenus célèbres :
- Henri Gambey, Compiègne 1800 : membre de l'Académie des sciences et de l'Académie royale des sciences de Suède, 2 médailles d'or à l'Exposition universelle (1819 et 1823), médaille d'or de première classe de la Société d'encouragement pour l'industrie nationale, concepteur d'instruments de mesure de précision
- Alexandre Corréard, Compiègne-Châlons 1803 : géographe à bord de la Méduse et l'un des survivants représenté par Géricault sur Le Radeau de la Méduse
- Hippolyte Maindron, Angers 1816 : élève de David d'Angers, statuaire de grand talent, on lui doit notamment la statue du Général Colbert aux Invalides, celle de la Fraternité à l'Assemblée nationale
- Nicolas Cadiat, Châlons 1820 : constructeur de grands ponts métalliques, associé d'Alphonse Oudry (Châlons 1932), pont d'Arcole à Paris
- Émile Prisse d'Avesnes, Châlons 1823 : égyptologue, contribue avec Jean-François Champollion au déchiffrage de l'écriture égyptienne
- Alphonse Oudry, Châlons 1832, X 1835 et Corps des Ponts et Chaussées : constructeur de ponts métalliques
- Louis Gabriel Le Brun, Angers 1839 : médaille d'or à l'Exposition universelle de Paris en 1878, fondateur de l'une des six sociétés qui donneront naissance à la société Eiffage constructions métalliques
- Auguste Albaret, Angers 1840: médailles d'or aux expositions universelles (Londres 1862, Paris 1867, Vienne 1873, Paris 1878, Anvers 1885), modernisation des machines agricoles
- Félix Moreaux, Châlons 1843 : fondateur de l'industrie des constructions métalliques en Europe et administrateur-délégué de Fives-Lille
- Alexandre Massé, Angers 1844 : industriel, inventeur du bouton à quatre trous
- Hippolyte Fontaine, Châlons 1848 : un des plus grands électriciens du XIXe siècle, président de la Société internationale des électriciens, démontre la réversibilité de la dynamo
- Jules-César Houel, Angers 1852 : cofondateur et administrateur-délégué de la compagnie Fives-Lille
- Léon Vigreux, Châlons 1854 et Centrale 1860 : médaille d'or à l'Exposition universelle de 1878, professeur de construction de machines à l'École centrale des arts et manufactures
- Camille Faure, Aix 1857 : médaille d'or à l'Exposition universelle de 1889, inventeur de l'accumulateur électrique industriel
- Émile Delahaye, Angers 1859 : pionnier de l’automobile, fondateur de la marque mythique Delahaye
- Paul Bizet, Aix 1865 : cofondateur avec Pierre Azaria de la Compagnie générale d'électricité (aujourd'hui Alcatel)
- Alexis Savary, Angers 1867 : secrétaire du Sénat en 1899
- Camille Cavallier, Châlons 1871 : père des célèbres usines de Pont-à-Mousson qu'il dirigea pendant 26 ans (aujourd'hui Saint-Gobain)
- Ernest Pantz, Châlons 1873 : médaille d'or à l'Exposition internationale de Turin (1911), grand industriel de la construction métallique et maire du 12e arrondissement de Paris (1900-1905)
- Arthur Groussier, Angers 1878 : député de Paris pendant 30 ans (1898-1928) et vice-président de la Chambre des députés en 1917, fondateur du Code du Travail (1910), président du Conseil de l'Ordre du Grand Orient de France, adjoint du général Gallieni pour assurer la défense de Paris en 1914
- Charles Brasier, Châlons 1880 : pionnier de l’automobile, cofondateur de Richard-Brasier
- Léon Chagnaud, Châlons 1881 : grand prix de l'Exposition universelle de Paris en 1900, entrepreneur de travaux publics (la ligne 4 du métro de Paris sous la Seine en 1905)
- Gratien Michaux, Châlons 1887 : collaborateur d'Armand Peugeot, concepteur du premier moteur français pour les automobiles Peugeot
- Simon Boussiron, Aix 1888 : pionnier du béton armé et précontraint
- Louis Delage, Angers 1890 : fondateur de la marque de voitures de prestige Delage, champion du monde des constructeurs en 1927
- Georges-Camille Imbault, Angers 1892 : spécialiste de la construction de ponts métalliques, constructeur du Pont de Sydney (Harbour Bridge)
- Louis Béchereau, Angers 1896 : pionnier de l'aviation, créateur des avions de chasse SPAD de la force aérienne française et alliée lors de la Première Guerre mondiale, montures d'un certain nombre d'as célèbres, dont les français Georges Guynemer et René Fonck
- Gaston Gourdeau, Angers 1899 et Supélec : sous secrétaire d'État aux Travaux publics et au Tourisme dans le gouvernement Steegs, sous secrétaire d'État au Tourisme dans le gouvernement Herriot
- Édouard Moncelle : membre de l'État-major du Maréchal Foch lors de la Première Guerre mondiale, vice-président de la Chambre des députés en 1932
- Lucien Gueudet, Angers 1907 : dirigeant avec son frère Gustave, jusqu'en 1960, de l''un des plus importants groupes de distribution automobile français, le Groupe Gueudet, membre de la Société des ingénieurs de l'automobile (SIA)
- Eugène Houdry, Châlons 1908 : National Inventors Hall of Fame, consacre sa vie à la technique du traitement des pétroles par des procédés inédit
- André Herbemont, Châlons 1909 : National Inventors Hall of Fame, créateur du premier train d'atterrissage (1930), directeur des Avions SPAD puis directeur technique de SPAD-Blériot
- Louis Coroller, Angers 1909 et Supaéro 1913 : figure de l'épopée aéronautique, sa carrière se confond avec l'histoire de la société Potez, dont il dessine tous les appareils notamment le bombardier Potez 63, l'avion d'Antoine de Saint-Exupéry en 1939-1940, directeur technique de Nord-Aviation
- Colonel Pierre Beucler, Châlons 1913 : Compagnon de la Libération (1945), adjoint au chef de l'état major national des Forces françaises de l'intérieur (1944)
- Émile Durin, Cluny 1913 : cogérant de la Manufacture Française des Pneumatiques Michelin de 1951 à 1962
- André Vautier, Aix 1916 : directeur technique de Sud-Aviation, un des pères de la Caravelle
- Léo Trouilhet : inventeur du fer à repasser et fondateur de la société Calor en 1917 (racheté par le groupe SEB en 1972)
- Nicolas Esquillan, Châlons 1919 : construction de la voûte du Palais du CNIT et du pont de Tancarville
- René Couzinet, Angers 1921 et Supaéro 1924 : constructeur du Couzinet 70 qui piloté par Jean Mermoz réalise la première traversée de l'Atlantique sud le 16 janvier 1933
- Robert Bichet, Châlons 1922 : résistant puis sous-secrétaire d'État à la présidence du Conseil et à l'information du gouvernement Georges Bidault (1)
- Fernand Picard, Lille-Paris 1923 : directeur des études de Renault, il est à l'origine de la Renault 4CV et la Renault Dauphine
- Pierre Angénieux, Cluny 1925 et Supoptique 1929 : fondateur de Thales Angénieux, concepteur et constructeur des meilleurs optiques de photo et de cinéma
- Lieutenant-colonel Charles Clerc, Châlons 1927 : Compagnon de la Libération (1941), affecté à la 2e DB du général Leclerc (1943) chargé de la direction du matériel (débarquement à Utah Beach, libération de Paris)
- Pierre Bézier, Paris 1927 et Supélec 1931 :directeur des méthodes mécaniques de la Régie Renault, créateur des machines de production pour grandes séries (1945) et des courbes de Bézier
- Charles Martin, alias Jacques Esterel, Cluny 1935 : un grand nom de la haute-couture française
- Paul Chassagne, Angers 1940 : créateur du Falcon de Dassault Aviation
- Achod Malakian, alias Henri Verneuil, Aix 1940 : membre de l'Académie des beaux-arts, 2 Oscars, réalisateur de cinéma (La vache et le prisonnier, Le Mouton à cinq pattes)
- Louis Baillot, Paris 1942 : député de Paris et parlementaire européen,
- Jean Roret, Paris 1942 : directeur de la Compagnie française d’entreprises métalliques (construction de la tour Montparnasse)
- Bernard Maitenaz, Paris 1943 : membre de l'Académie des technologies, inventeur du verre progressif Varilux et président d'honneur d'Essilor
- Robert Dautray, Paris 1945, X 1949 et Corps des Mines : membre de l'Académie des sciences, directeur scientifique du CEA, haut commissaire à l'énergie atomique (1993-1998) et professeur à l'École Polytechnique
- Henri Germain Delauze, Aix 1946 : membre de l'équipe du commandant Cousteau de 1952 à 1955, plongée en mer à très grande profondeur, président fondateur de la Comex
- Yves-René Nanot, Angers 1955 : président de Total France, des Ciments Français et de Rhodia
- Jean-François Dehecq, Lille, 1958 : cofondateur et président d'honneur de Sanofi, vice-président de la Conférence Nationale de l'Industrie
- Jean Lavigne, Cluny 1958 et Supélec : vice-président de Motorola
- Hubert Martigny, Angers 1959 : cofondateur d'Altran Technologies
- Roland Vardanega, Cluny 1961 : membre de l'Académie des technologies et président de PSA Peugeot Citroën par intérim (2008 puis 2009)
- Nicole Laroche, Lille 1964 : première femme Gadzarts[49].
- Charles Dehelly, Châlons 1970 : directeur général d'Atos
- Henri Crohas, Bordeaux 1970 : fondateur d'Archos
- Éric Benhamou, Aix 1972 : membre de l'Académie des technologies, président-directeur général de Palm et conseiller de Bill Clinton
- Jean-Lou Chameau, Lille 1972 : membre de l'Académie des technologies, président du California Institute of Technology
- Alain Charmeau, Cluny 1974 : directeur général d'Ariane Group
- Jonathan Benassaya, Aix 2000 : cofondateur de Deezer